# Marabda
Marabda (gruz. მარაბდა) – gmina w Gruzji w regionie Dolna Kartlia. Znajduje się około 23 km na południe od stolicy kraju, Tbilisi, oraz kilka kilometrów na północ od miasta Marneuli. Składa się z trzech wsi: Achali Marabda, Kotiszi i Dzweli Marabda. Według spisu z 2014 roku zamieszkana przez 488 osób.
W Marabdzie znajduje się stacja kolejowa o takiej samej nazwie, na linii kolejowej Tbilisi–Giumri. W latach 80. XX wieku stała się węzłem kolejowym, po wybudowaniu linii do Achalkalaki. Obecnie to odgałęzienie jest częścią międzynarodowej linii Baku–Tbilisi–Kars, która 30 października 2017 została oddana do użytku. Otwarcie linii poprzedziło uroczyste rozpoczęcie prac przy udziale władz Gruzji, Azerbejdżanu i Turcji w 2007 roku właśnie w Marabdzie.